# Xã Clark, Quận Greene, Arkansas
Xã Clark (tiếng Anh: Clark Township) là một xã thuộc quận Greene, tiểu bang Arkansas, Hoa Kỳ. Năm 2010, dân số của xã này là 19.443 người.